# Vanch
Le Vanch est une rivière de l'est du Tadjikistan. C'est un affluent du Piandj en rive droite, donc un sous-affluent de l'Amou Daria. 
Le Vanch coule dans le district de Vanch, au nord-ouest de la province autonome du Haut-Badakhchan. Il coule du nord-est vers le sud-ouest entre le chaînon Darvaz qui le sépare du bassin du Vakhch au nord, et le chaînon Vanch au sud, qui forment la limite avec le bassin du Yazgoulem. Il rejoint le Piandj à 38° 18′ N, 71° 20′ E. 
La vallée du Vanch est plus large et plus fertile que la plupart des autres vallées tributaires du Piandj. La ville de Vanch se trouve à une vingtaine de kilomètres en amont du confluent Vanch-Piandj. 
Dans son cours supérieur, près du village de Po-i-Mazar, la rivière, d'abord orientée depuis le sud vers le nord, tourne en direction du sud-ouest et reçoit à cet endroit les eaux de fonte du glacier dit "de la Société Géographique" non loin du pic de l'Indépendance (ancien pic de la Révolution - 6.974 m).  
Près de sa source, à quelques kilomètres à l'est se trouve le glacier Fedtchenko. Mais les eaux de fonte de ce glacier-là alimentent l'Obihingou, affluent du Vakhch.   

## La langue vanji
La langue vanji, autrefois parlée dans la vallée du Vanch, est aujourd'hui éteinte.